# Абдулла аль-Майюф
Абдулла аль-Майюф (араб. عبد الله المعيوف‎; род. 23 января 1987, Эр-Рияд) — саудовский футболист, вратарь сборной Саудовской Аравии и клуба «Аш-Шабаб».

## Клубная карьера
Будучи воспитанником столичного клуба «Аль-Хиляль» Абдулла аль-Майюф в 2006 году присоединился к саудовскому клубу «Аль-Ахли» из Джидды, где провёл следующие 10 лет. С сезона 2012/13 он стал основным голкипером команды, но в победном чемпионате 2015/16 он защищал ворота «Аль-Ахли» лишь в четырёх играх Про-лиги. Летом 2016 года Абдулла аль-Майюф перешёл в «Аль-Хиляль», где стал основным вратарём. 5 февраля 2020 года в игре против клуба «Аль-Раед» Абдулла аль-Майюф в конце игры сначала отразил пенальти, не дав сопернику сравнять счёт, а затем реализовал пенальти установив окончательный результат 3:1.

## Карьера в сборной
9 марта 2010 года Абдулла аль-Майюф дебютировал в составе сборной Саудовской Аравии в домашнем товарищеском матче против команды Узбекистана, отстояв игру на ноль. Спустя 3,5 года он вновь защищал ворота национальной команды в рамках товарищеского турнира в Эр-Рияде в поединке за третье место против сборной Тринидада и Тобаго. Уже к 5-й минуте матча аль-Майюф пропустил 2 гола от нападающего гостей Кенуайна Джонса, после перерыва он был заменён. В третий раз он выступал за главную команду страны 5 марта 2014 года в домашнем матче с Индонезией в рамках последнего тура отборочного турнира Кубка Азии 2015, который для саудовцев не имел турнирного значения.

## Достижения
«Аль-Ахли»
- Чемпион Саудовской Аравии: 2015/16
- Обладатель Кубка наследного принца Саудовской Аравии (2): 2006/07, 2014/15
- Обладатель Саудовского кубка чемпионов (3): 2011, 2012, 2016

## Статистика выступлений

### Клубная
| Выступление      | Выступление      | Выступление      | Чемпионат | Чемпионат | Национ. кубки | Национ. кубки | Междун. кубки | Междун. кубки | Итого | Итого |
| Клуб             | Лига             | Сезон            | Игры      | Голы      | Игры          | Голы          | Игры          | Голы          | Игры  | Голы  |
| ---------------- | ---------------- | ---------------- | --------- | --------- | ------------- | ------------- | ------------- | ------------- | ----- | ----- |
| Аль-Ахли         | Про-лига         | 2009/10          | 7         | -7        | 0             | 0             | 2             | -5            | 9     | -12   |
| Аль-Ахли         | Про-лига         | 2010/11          | 5         | -11       | 0             | 0             | 0             | 0             | 5     | -11   |
| Аль-Ахли         | Про-лига         | 2011/12          | 0         | 0         | 2             | -1/1          | 10            | -11           | 12    | -12   |
| Аль-Ахли         | Про-лига         | 2012/13          | 6         | -8        | 3             | -3            | 8             | -9            | 17    | -20   |
| Аль-Ахли         | Про-лига         | 2013/14          | 23        | -20       | 4             | -7            | 0             | 0             | 27    | -27   |
| Аль-Ахли         | Про-лига         | 2014/15          | 25        | -21       | 5             | -2            | 9             | -10           | 39    | -33   |
| Аль-Ахли         | Про-лига         | 2015/16          | 4         | -5        | 2             | -1            | 2             | -3            | 8     | -9    |
| Аль-Ахли         | Итого            | Итого            | 70        | -72       | 16            | -14/1         | 31            | -38           | 117   | -124  |
| Аль-Хиляль       | Про-лига         | 2016/17          | 26        | -15       | 8             | -11           | 14            | -13           | 48    | -39   |
| Аль-Хиляль       | Про-лига         | 2017/18          | 13        | -13       | 0             | -0            | 1             | -0            | 14    | -13   |
| Аль-Хиляль       | Про-лига         | 2018/19          | 10        | -12       | 1             | -2            | 14            | -14           | 25    | -28   |
| Аль-Хиляль       | Про-лига         | 2019/20          | 27        | -24/1     | 7             | -10           | 5             | -2            | 39    | -36   |
| Аль-Хиляль       | Про-лига         | 2020/21          | 19        | -18       | 1             | -3            | 10            | -10           | 30    | -31   |
| Аль-Хиляль       | Про-лига         | 2021/22          | 22        | -23       | 3             | -3            | 2             | -2            | 27    | -28   |
| Аль-Хиляль       | Итого            | Итого            | 117       | -105/1    | 20            | -29           | 46            | -41           | 183   | -175  |
| Всего за карьеру | Всего за карьеру | Всего за карьеру | 187       | -177/1    | 36            | -43/1         | 77            | -79           | 300   | -299  |

### В сборной
| Матчи и голы Абдуллы аль-Майюфа за сборную Саудовской Аравии | Матчи и голы Абдуллы аль-Майюфа за сборную Саудовской Аравии | Матчи и голы Абдуллы аль-Майюфа за сборную Саудовской Аравии | Матчи и голы Абдуллы аль-Майюфа за сборную Саудовской Аравии | Матчи и голы Абдуллы аль-Майюфа за сборную Саудовской Аравии | Матчи и голы Абдуллы аль-Майюфа за сборную Саудовской Аравии | Матчи и голы Абдуллы аль-Майюфа за сборную Саудовской Аравии |
| №                                                            | Дата                                                         | Место проведения                                             | Соперник                                                     | Счёт                                                         | Голы                                                         | Соревнование                                                 |
| ------------------------------------------------------------ | ------------------------------------------------------------ | ------------------------------------------------------------ | ------------------------------------------------------------ | ------------------------------------------------------------ | ------------------------------------------------------------ | ------------------------------------------------------------ |
| 1                                                            | 9 октября 2010                                               | Принц Абдулла аль-Файсал, Джидда                             | Узбекистан                                                   | 4:0                                                          | —                                                            | Товарищеский матч                                            |
| 2                                                            | 9 сентября 2013                                              | Междун. ст. им. короля Фахда, Эр-Рияд                        | Тринидад и Тобаго                                            | 1:3                                                          | —                                                            | Кубок OSN 2013                                               |
| 3                                                            | 5 марта 2014                                                 | Принц Мухаммед ибн Фахд, Эд-Даммам                           | Индонезия                                                    | 1:0                                                          | —                                                            | отбор Кубка Азии 2015                                        |
| 4                                                            | 29 августа 2017                                              | Хазза бин Зайед, Эль-Айн                                     | ОАЭ                                                          | 1:2                                                          | —                                                            | отбор ЧМ 2018                                                |
| 5                                                            | 5 сентября 2017                                              | Король Абдалла Спортс Сити, Джидда                           | Япония                                                       | 1:0                                                          | —                                                            | отбор ЧМ 2018                                                |
| 6                                                            | 9 мая 2018                                                   | Рамон де Карранса, Кадис                                     | Алжир                                                        | 2:0                                                          | —                                                            | Товарищеский матч                                            |
| 7                                                            | 3 июня 2018                                                  | АФГ Арена, Санкт-Галлен                                      | Перу                                                         | 0:3                                                          | —                                                            | Товарищеский матч                                            |
| 8                                                            | 8 июня 2018                                                  | Бай-Арена, Леверкузен                                        | Германия                                                     | 1:2                                                          | —                                                            | Товарищеский матч                                            |

Итого: 8 матчей / 0 голов; ksa-team.com.